# Морадабад
Морадабад или Мурадабад (хинди मुरादाबाद, урду مُرادآباد‎, англ. Moradabad) — город на севере Индии, в штате Уттар-Прадеш. Административный центр округа Морадабад.

## История
Город был основан в 1625 году. В 1980 году Морадабад стал свидетелем индо-мусульманских погромов, в результате которых погибли сотни человек.

## География
Расположен на правом берегу реки Рамганга (приток Ганга), в 167 км к востоку от столицы страны, города Дели, на высоте 185 м над уровнем моря.

## Население
Согласно данным переписи 2011 года, население города составило 889 810 человек. Уровень грамотности населения составляет 70,65 % (74,05 % мужчин и 66,90 % женщин). Доля детей в возрасте младше 6 лет — 12,4 %. На 1000 мужчин в среднем приходится 908 женщин. Основные языки населения Морадабада — хинди, урду, панджаби и английский. Около 50 % населения города исповедует индуизм; 49 % — ислам; 0,7 % — джайнизм и 0,3 % — другие религии.

## Транспорт
Через Морадабад проходит национальное шоссе № 24, соединяющее город с Дели — на западе и с Лакнау — на востоке.

## Достопримечательности
Достопримечательности города включают мечеть Джама-Масджид (XVII век).

## Известные уроженцы
- Устад Сабри Хан (1927—2015) — индийский музыкант.